# 279 до н. е.

## Події
- Виникнення Ахейського союзу
- Битва при Аускулі — бій Піррової війни між римлянами під командуванням консула Публія Деція Муса та об'єднаними силами італійських племен й армії Епіра під проводом Пірра.